# Primorsk (Volgograd)
|  | Per a altres significats, vegeu «Primorsk». |

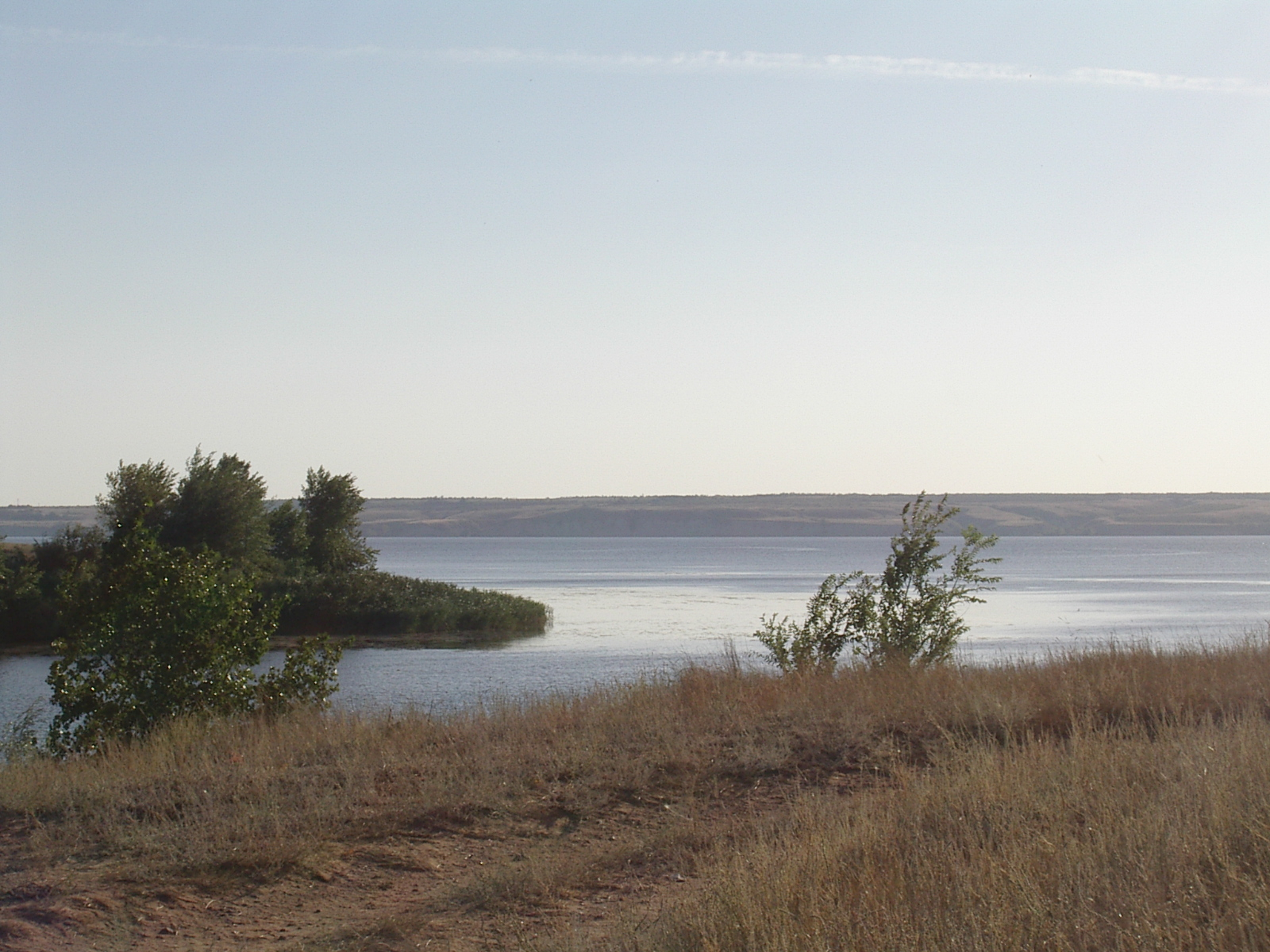
Desembocadura del riu Volga, prop de Primorsk.

Primorsk (en rus: Приморск) és un poble (un possiólok) de l'óblast de Volgograd, a Rússia, segons el cens del 2012 tenia 3.204 habitants.